# Octavius Pickard-Cambridge

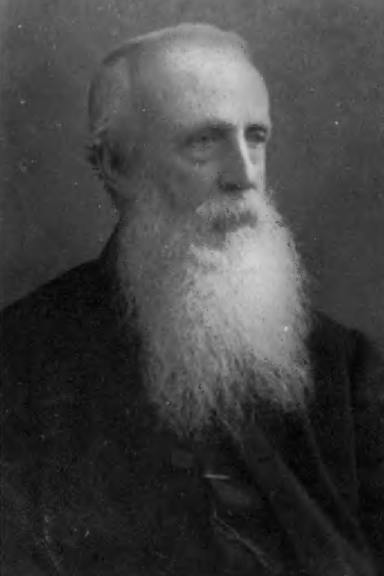
Octavius Pickard-Cambridge 1891

Octavius Pickard-Cambridge (* 3. November 1828 in Bloxworth, Dorset; † 9. März 1917 ebenda) war ein britischer Pastor und Zoologe.

## Leben und Wirken
Pickard-Cambridge studierte zunächst Jura und ab 1855 Theologie an der Universität von Durham und wurde 1860 Vikar und 1868 als Nachfolger seines Vaters Rektor in Bloxworth.
Sein Interesse galt den Vögeln und schließlich auch, nach einem Treffen mit John Blackwall etwa 1854, den Spinnen. Da er eine beträchtliche Anzahl von Spinnen wissenschaftlich beschrieb, wurde er zur weltweit führenden Autorität in der Arachnologie. Unter seinen Beschreibungen waren auch so bekannte Arten der Atrax robustus. Er galt als Autorität für Spinnen aus Großbritannien, bearbeitete aber auch viele Sammlungen aus aller Welt (zum Beispiel Ceylon, St. Helena, Paraguay, Südafrika, Indien, Neuseeland, Kerguelen, Zentralamerika).
1887 wurde er Mitglied der Royal Society.
Octavius Pickard-Cambridge ist der Onkel von Frederick Octavius Pickard-Cambridge, der ebenfalls durch die Beschreibung vieler Spinnenarten bekannt wurde.

## Schriften
- The Spiders of Dorset. Proc. Dorset Nat. Hist. F.Cl., 1, 1879, S.I-XLI, 1-235, pl.I-III.
- Arachnida. Araneida, in: Biol. Centr.-Amer., Zool. 1894, 1895, 1898, 1899